# Cavallino (Apulien)
Cavallino ist eine südostitalienische Gemeinde (comune) mit 12.931 Einwohnern (Stand 31. Dezember 2023) in der Provinz Lecce in Apulien. Die Gemeinde liegt etwa 6 Kilometer südöstlich von Lecce im Salento.

## Vorgeschichte und Geschichte

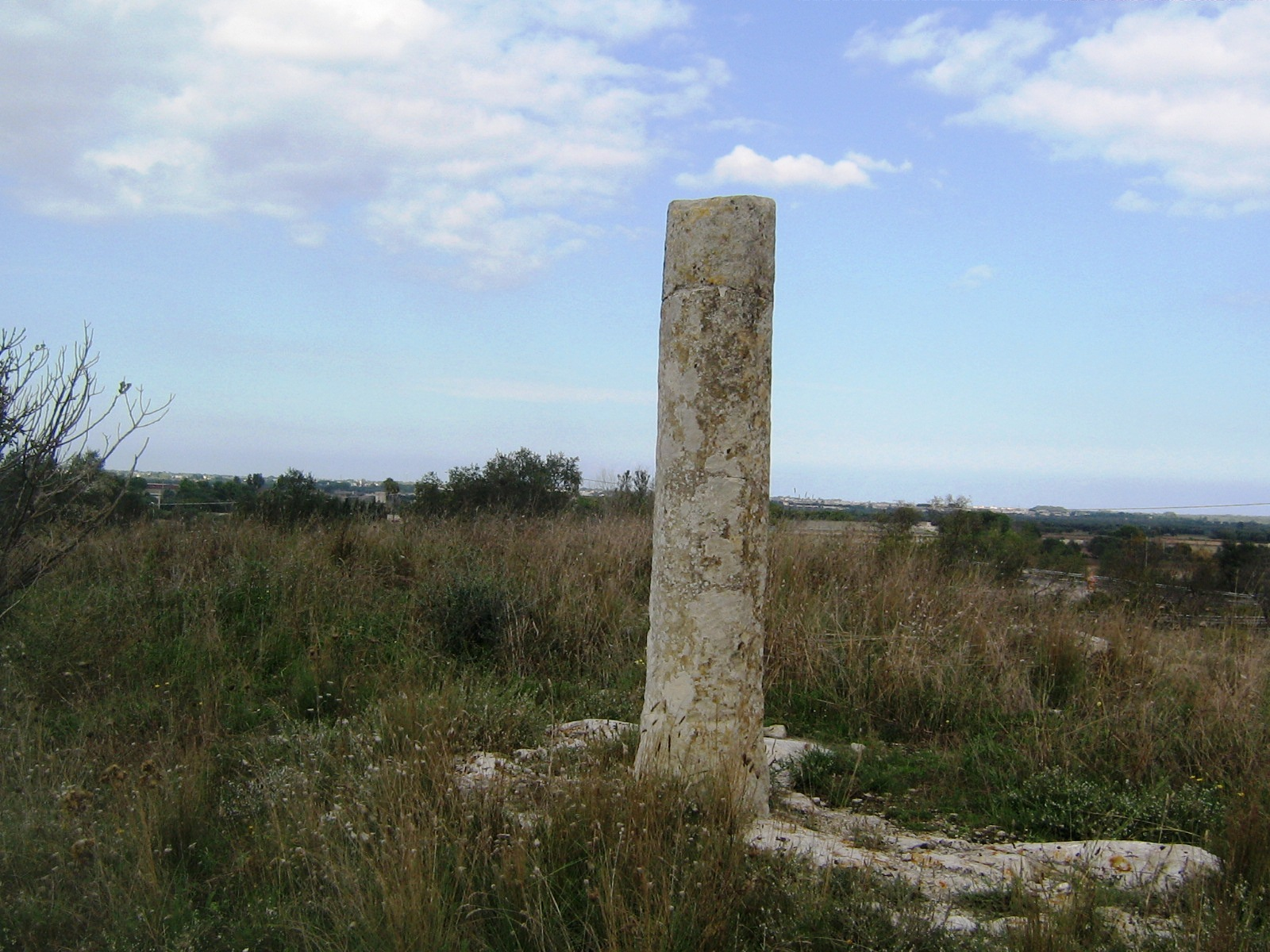
Der Menhir von Ussano, etwa 5 km südlich vom Ortskern, stammt aus der Bronzezeit

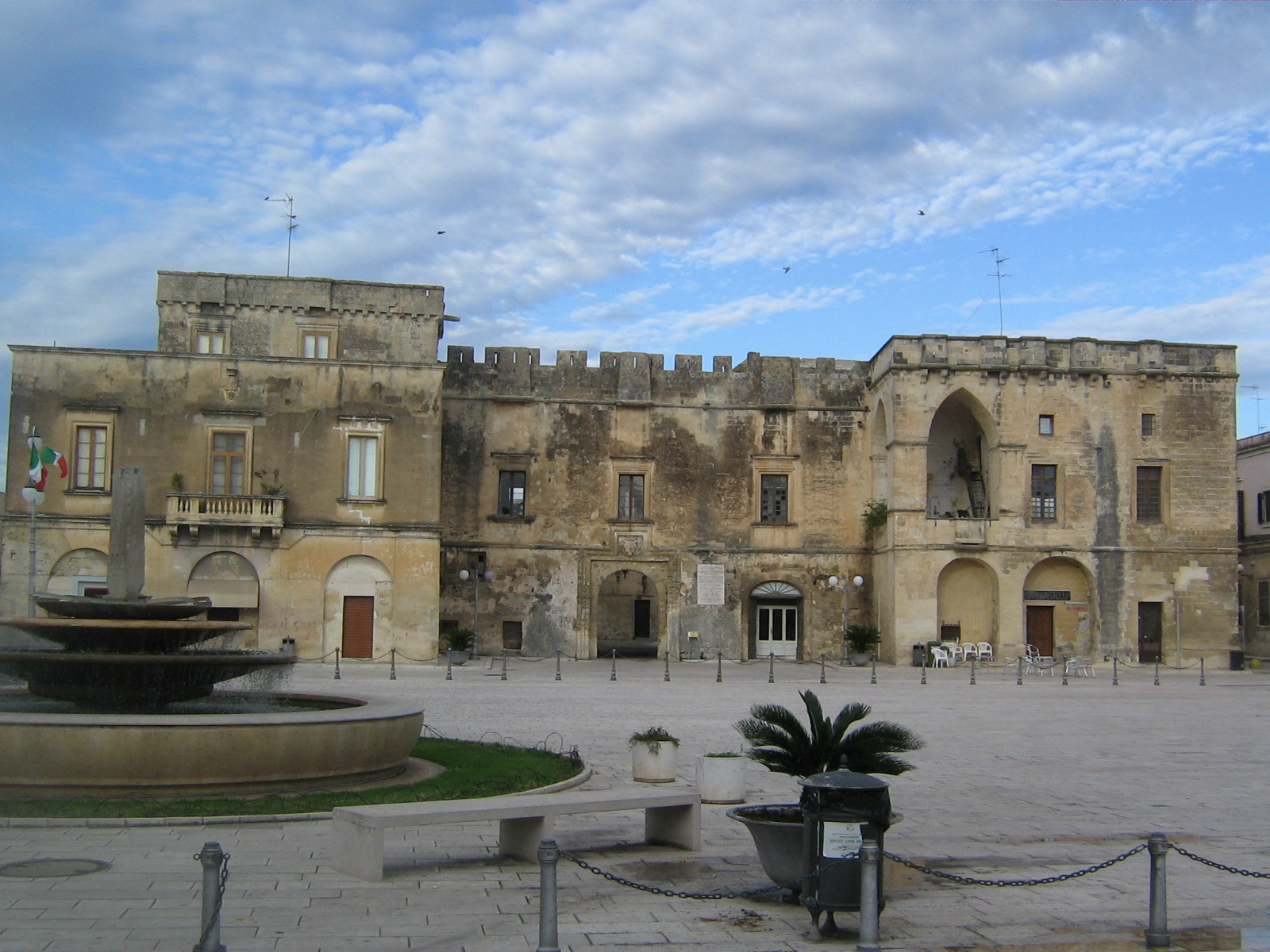
Herzogspalast von Cavallino

Die Siedlungsreste reichen von der Bronzezeit bis ins 3. Jahrhundert v. Chr., danach wurde der Ort anscheinend verlassen. Aus der frühen Zeit stammen neben Funden von Steinwerkzeugen auch Menhire, wie der 2,6 m hohe Menhir von Ussano. Die bronzezeitlichen, eher kleinen Hüttengruppen lagen in der Località Pere und nördlich derselben. Erhalten blieben kreisrunde Hüttenböden, steinerne Pfeilspitzen, Pfostenlöcher und Scherben von Impastogefäßen, einer handgetöpferten, dickwandigen braunen Tonware. In Pelli wurde eine große ovale Einraumhütte des 8. Jahrhunderts v. Chr. von 6 × 11 m aufgedeckt, die im Inneren einen in den Boden eingelassenen Pithos zur Vorratshaltung einen Mahlstein und eine Herdstelle aufwies. Im 6. Jahrhundert v. Chr. wurde ein Gebiet von 69 ha mit einer 3,1 km langen und bis 4,0 m breiten Stadtmauer mit einem vorgelagerten 4,0 m breiten Graben umzogen, der auf Höhe des Tores unterbrochen ist. Die Gegend um Cavallino war jetzt ein wichtiges Zentrum der Messapier. Die antike Stadt dieser ursprünglichen Einwohner des Salento wurden vermutlich 470 v. Chr. durch die Griechen vertrieben. Ab dem 13. Jahrhundert n. Chr. sind die Übertragungen des Lehens von Cavallino dokumentiert. Mit dem Jahre 1806 endete nicht nur der Feudalismus im südlichen Italien. Seit diesem Jahr ist Cavallino eine eigenständige Gemeinde.

## Verkehr
Durch die Gemeinde führt die Strada Statale 16 Adriatica von Lecce Richtung Maglie. Der nächste Bahnhof befindet sich in Lecce bzw. in San Cesario di Lecce.